# 五十崎站
五十崎站（日语：／ Ikazaki eki */?）是一位於日本愛媛縣喜多郡內子町、隸屬於四國旅客鐵道（JR四國）的鐵路車站。車站編號為U11，本站只停靠普通列車。
本站原只屬予讚線下的支線內子線，由主線上的五郎站轉入到達。後來因應予讚線高速化而興建短程連絡線，一方面把內子線與新線路連接起來，同時亦把另一邊改為與伊予大洲站連結，而車站位置上亦作出了改動，向西遷移約1600米。原有的車站則遭棄用，而新車站則建於隧道旁邊，當中更有約1節車廂長度的月台是設置於隧道內。不僅是四國島內獨有的結構，亦是日本國內少見的安排。
1986年短程連絡線完工通車，雖然在JR正式定義上，本站歸屬內子線，但不論在列車系統及車站編號上，早已視作予讚線的一部份，習慣上稱為「山線」、「內山線」或「新線」。

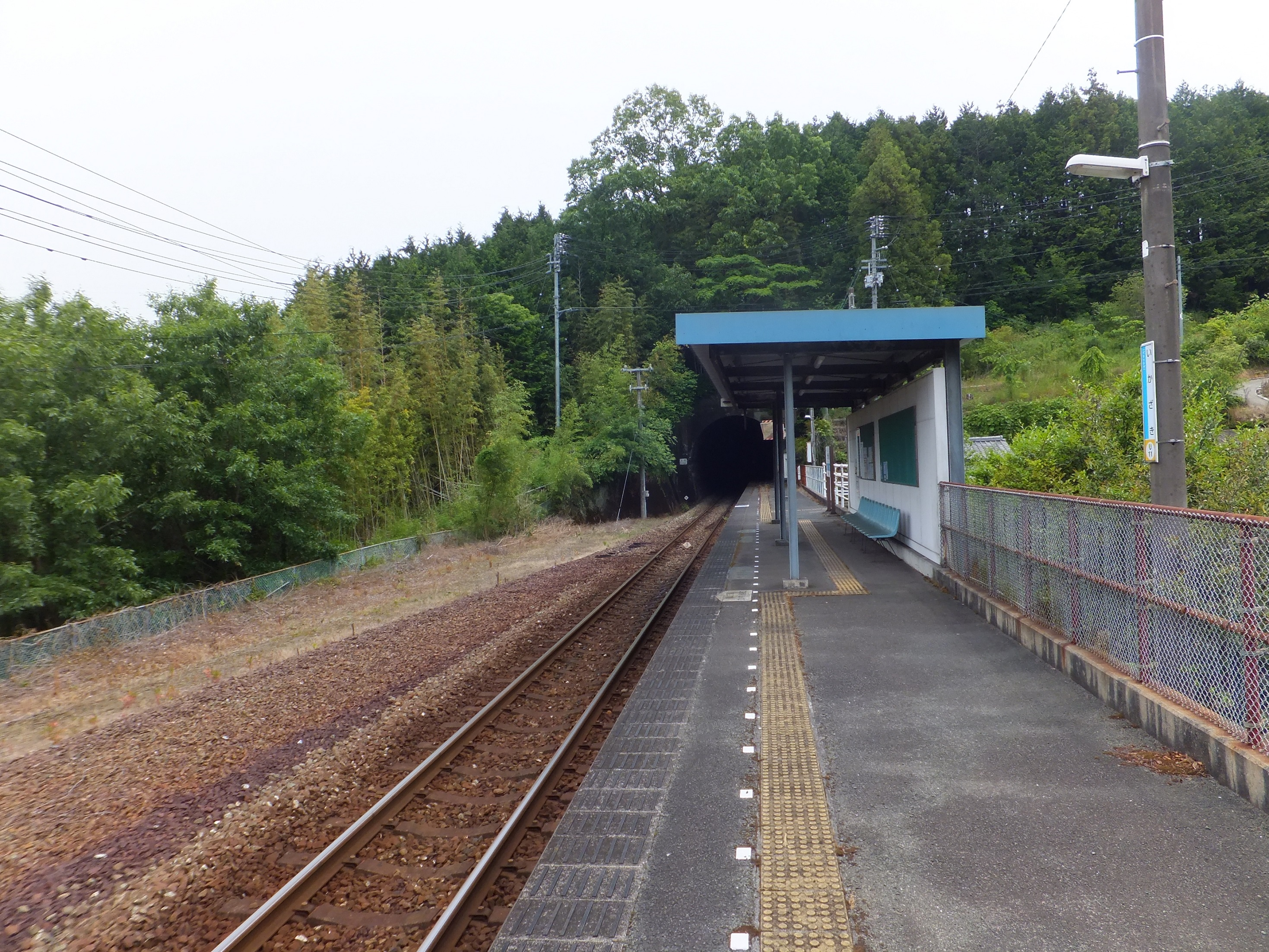
候車室與月台（2020年5月）

## 車站結構
現時使用為第二代車站，採用簡易車站模式運作，不設有站舍，也沒有設置自動售票機。
而第一代車站則為木製單層建築物，荒廢後雖仍在保留在原址，但因日久失修，廢置後3年已經出現了頗嚴重的損壞，最終於2002年遭拆卸，原址後來亦因道路改善工程而變成了新的車用道路，所有舊站痕跡皆已消失。
不論是第1代或第2代的車站，都只設有側式月台1個，列車不能交換。其中第1代月台的月台較為短細，最長只能容納2輛車廂。
第2代車站的月台有效長度達8輛，當中向內子站方向約1輛的長度是位處於五十崎隧道內。另外，由位處月台中央位置起，裝有轉轍器轉至離開月台的保線路軌，亦是車站中較為少見的。雖然擁有較長的月台，但出入口只得1個，位於月台中央，亦只設有樓梯，而出入口旁邊則配置了約半輛長的有蓋候車亭和座椅。
由於受隧道內的強風和氣壓的影響、常有高速列車通過，加上現時的列車編成亦不足以使用整段月台，位於隧道內及其附近的月台在一般情況下都不會使用，停靠的普通列車亦不會有任何一節車廂在那裏上落乘客，以免發生意外。
列車停靠時，往伊予大洲方向為左側開門，往內子站方向為右側開門。

### 月台配置
| 路線    | 方向 | 目的地                       | 備註 |
| ------- | ---- | ---------------------------- | ---- |
| ■予讚線 | 下行 | 伊予大洲、八幡濱、宇和島方向 |      |
| ■予讚線 | 上行 | 伊予市、松山方向             |      |

## 歷史
- 1920年5月1日：車站啟用。
- 1933年10月1日：愛媛鐵道國有化[7]。
- 1971年11月6日：無人化。
- 1986年11月：第一代車站停用，暫轉為替代巴士行走。
- 1986年3月3日：第二代新車站隨予讚新線營運而開業。
- 1987年4月1日：日本國鐵分割民營化，車站的營運由JR四國繼承。

## 相鄰車站
四國旅客鐵道（JR四國）
■內子線
內子（U10）－五十崎（U11）－喜多山（U12）

## 軼事
車站的羅馬拼音名稱為「Ikazaki」，串法可以順讀或逆讀，是一個回文例子。

## 外部連結
- 舊內子線車站攝影。（页面存档备份，存于）（日語）
- 舊內子線廢線後探訪（2009年）。（日語）